# Krasnopartizànskoie
Krasnopartizànskoie - Краснопартизанское (rus) - és un poble del krai de Krasnodar, a Rússia. Es troba a la riba esquerra del riu Tikhonkaia, afluent del Txelbas, a 7 km al sud de Pàvlovskaia i a 127 km al nord-est de Krasnodar, la capital.
Pertany al municipi de Pàvlovskaia.